# Biuro Polityczne KC Partii Pracy Korei
Biuro Polityczne KC Partii Pracy Korei (kor. 정치국) – najważniejszy wykonawczy organ kolegialny Komitetu Centralnego Partii Pracy Korei. Faktyczny ośrodek decyzyjny władz Korei Północnej. Tu zapadają kluczowe decyzje polityczne, a członkowie Biura Politycznego (a także Sekretariatu, przy czym każdy z 12 sekretarzy KC jest również co najmniej zastępcą członka Biura Politycznego) nadzorują powierzone sobie poszczególne departamenty KC i ministerstwa.
Według stanu z 28 lipca 2012 roku, Biuro Polityczne KC PPK liczy 18 członków i 13 zastępców (spośród 118 członków KC). Jako organ technicznie odpowiedzialny za kierowanie Partią Pracy Korei pomiędzy spotkaniami plenarnymi Komitetu Centralnego, zarządza sprawami partyjnymi, a także koordynuje i wprowadza ewentualne zmiany w polityce oraz ideologii państwa. Szczególnie istotnym elementem Biura Politycznego jest jego Komitet Stały (kor. 상임위원회), 4-osobowe kolegium stojące na czele Biura (Kim Dzong Un, Kim Yŏng Nam, Ch’oe Yŏng Rim, Ch’oe Ryong Hae – stan z dnia 28 lipca 2012 roku; ostatnia zmiana w składzie BP miała miejsce, gdy 15 lipca 2012 roku pozbawiony wszystkich pełnionych stanowisk państwowych został Ri Yŏng Ho). Komitet Stały Biura Politycznego jest najważniejszym politycznie gremium Partii Pracy Korei, a jego członkowie stanowią wąskie grono ścisłej elity rządzącej KRLD.

## Skład Biura Politycznego KC Partii Pracy Korei
- Członkowie – Komitet Stały:
  - Kim Dzong Un (od kwietnia 2012)
  - Kim Yŏng Nam (od września 2010)
  - Ch’oe Yŏng Rim (od września 2010)
  - Ch’oe Ryong Hae (od kwietnia 2012)
- Członkowie:
- od września 2010:
  - Kim Kyŏng Hŭi
  - Kim Yŏng Ch’un
  - Kim Kuk T’ae (do 13 grudnia 2013)
  - Kim Ki Nam
  - Ch’oe T’ae Bok
  - Yang Hyŏng Sŏp
  - Kang Sŏk Ju (do 20 maja 2016)
  - Ri Yong Mu
- od kwietnia 2012:
  - Hyŏn Ch’ŏl Hae
  - Kim Wŏn Hong
  - Ri Myŏng Su
  - Kim Jŏng Gak
  - Jang Sŏng T’aek (do 8 grudnia 2013)
  - Pak To Ch’un
- Zastępcy członka:
- od września 2010:
  - Kim Rak Hŭi (do 2013)
  - Kim Yang Gŏn (do 29 grudnia 2015)
  - Kim Yŏng Il
  - T’ae Jong Su
  - Kim P’yŏng Hae
  - Mun Kyŏng Dŏk
  - Kim Ch’ang Sŏp
  - Ju Kyu Ch’ang
- od kwietnia 2012:
  - O Kŭk Ryŏl
  - Ro Tu Ch’ŏl
  - Ri Pyŏng Sam
  - Jo Yŏn Jun
  - Kwak Pŏm Gi